# Brady Quinn
(en) Statistiques sur pro-football-reference
Braden Tyler « Brady » Quinn est un joueur de football américain évoluant au poste de quarterback pour les Seahawks de Seattle.
Après avoir effectué sa carrière universitaire au sein de l'université de Notre Dame, il était considéré comme l'un des plus grands espoirs à son poste. Néanmoins, sa carrière professionnelle reste très décevante, à l'instar de JaMarcus Russell avec qui il était en concurrence à l'université.

## Biographie

### Carrière universitaire
À sa sortie du lycée Dublin Coffman High School en 2003, Brady Quinn s'est inscrit à l'université de Notre Dame auréolé d'un statut de grand espoir. Durant sa dernière année de lycée, celui-ci a en effet lancé pour 2 149 yards avec à la clé 25 touchdowns et seulement 4 interceptions. Les deux premières années de Quinn à Notre Dame furent cependant assez moyennes même s'il parvint rapidement à s'imposer comme le titulaire indiscutable de l'équipe au poste de quarterback.
La saison 2005 fut celle qui le révéla au grand public. Sous l'impulsion du nouvel entraîneur Charlie Weis, l'ancien coordinateur offensif des Patriots de la Nouvelle-Angleterre et mentor de Tom Brady, il lança 3 919 yards à la passe pour 32 touchdowns et seulement 7 interceptions, tout cela avec un pourcentage de passes complétées remarquable (64,9 %). Ainsi, il effaça des tablettes de l'université les records d'un certain Joe Montana. Il mena son équipe à un bilan correct de trente victoires pour quinze défaites. Il fut logiquement récompensé de son exceptionnelle saison par la reconnaissance du monde universitaire, finissant quatrième du vote pour le trophée Heisman (derrière Reggie Bush, Vince Young et Matt Leinart) alors qu'il n'était même pas invité à la cérémonie.
À l'orée de la saison 2006, Quinn apparaît comme la star universitaire du pays et son équipe est considérée par beaucoup comme l'une des favorites pour le titre national. Ainsi, le célèbre magazine Sports Illustrated lui accorde sa couverture. Mais la saison du Fighting Irish a déçu beaucoup de monde et la cote de Brady Quinn a légèrement baissé malgré de bonnes statistiques personnelles (3 427 yards pour 37 touchdowns et 7 interceptions, 3e du trophée Heisman). Il fut surtout reproché à Quinn son manque de leadership, comme lors de sa piètre performance au Sugar Bowl perdu contre les Tigers de LSU emmenés par celui qui a désormais remplacé Quinn dans les médias comme espoir numéro un au poste de quarterback, JaMarcus Russell.
Sur le plan scolaire, Quinn a réussi à obtenir son diplôme de fin d'études en finance.

### Carrière professionnelle

#### Avec les Browns de Cleveland
Attendu parmi les dix premiers choix de la draft NFL 2007, Quinn n'a finalement été retenu qu'au vingt-deuxième rang par les Browns de Cleveland. Il sera toutefois remplaçant pour l'année 2007, juste derrière Derek Anderson qui mène l'équipe au bilan de 10-6 et conserve son poste de titulaire au début de la saison 2008. Néanmoins, un mauvais départ permet à Quinn d'être titularisé pour la première fois lors de la 10e journée. Néanmoins, après trois matchs plus ou moins corrects, il est victime d'une blessure et ne peut poursuivre la saison.
Pour la saison 2009, à la suite d'un changement d'entraîneur, il est nommé titulaire pour le début de la saison. Néanmoins, après plusieurs performances médiocres, il est remplacé à la mi-temps du match de la 3e journée contre les Ravens de Baltimore et Derek Anderson est de nouveau nommé titulaire. Il est pourtant de nouveau nommé titulaire à partir de la 10e journée. La semaine suivante, au cours d'une défaite 38-37 contre les Lions de Détroit, il réalise ce qui est jusqu'ici le meilleur match de sa carrière, en lançant pour 304 yards, 4 touchdowns et aucun turnover. Il remporte son premier match en tant que titulaire lors de la 14e journée, en battant par 13-6 les éternels rivaux des Browns, les Steelers de Pittsburgh. Il ne termine toutefois pas la saison, victime d'une blessure au pied.

#### Avec les Broncos de Denver
Pour la saison 2010, il est échangé aux Broncos de Denver contre Peyton Hillis et un 6e tour de draft l'année suivante. Cette année-là, deuxième quarterback derrière Kyle Orton, il ne joue pas un seul match de la saison.
En 2011, après qu'il est décidé de remplacer Orton, c'est Tim Tebow qui est choisi comme quarterback titulaire et non Quinn. Finalement, à la fin de la saison, il quitte les Broncos sans avoir joué un seul match en deux saisons.

#### Avec les Chiefs de Kansas City
Il rejoint les Chiefs de Kansas City pour la saison 2012. Nommé deuxième quarterback derrière Matt Cassel, il le remplace pour blessure durant la fin d'un match de 5e journée, puis pour le suivant. Le 28 octobre, il est nommé quarterback titulaire pour le reste de la saison, mais il se blesse dès le premier quart-temps du match contre les Raiders d'Oakland ayant lieu le même jour. Il redevient titulaire le 25 novembre à la suite des mauvaises performances de Matt Cassel. La semaine suivante, le lendemain du meurtre-suicide de Jovan Belcher, il mène son meilleur match de la saison au cours d'une victoire pleine d'émotion par 27-21 contre les Panthers de la Caroline, où il lance pour 201 yards, 2 touchdowns, pas de turnover et termine avec un rating impressionnant de 132,1. Néanmoins, ce match est une exception car, toujours titulaire, il termine les 4 derniers matchs de la saison en lançant 4 interceptions et aucun touchdown.

#### Avec les Seahawks de Seattle
Il rejoint les Seahawks de Seattle pour la saison 2013.